# Émile Joulain
Pour les articles homonymes, voir Joulain.
 (novembre 2011).
Si vous disposez d'ouvrages ou d'articles de référence ou si vous connaissez des sites web de qualité traitant du thème abordé ici, merci de compléter l'article en donnant les références utiles à sa vérifiabilité et en les liant à la section « Notes et références ».
Émile Joulain, surnommé L'Gars Mile, est un écrivain et poète patoisant français né à Mazé, en Maine-et-Loire dans les Bas-Pays de la vallée de l'Authion le 18 janvier 1900, mort dans cette même ville le 21 février 1989.
Il causait, avec ce parler angevin, des gens des "Bas-Pays", les "Vallerots" vivant  entre vallée de l'Authion et vallée de la Loire.

## Biographie
Né le 18 janvier 1900, à Mazé (Maine-et-Loire), dans  les "Bas Pays".
Il tient son goût de la lecture et de l’écriture de son père, de ses ancêtres, et d’un maître exceptionnel à l’école. Excellent écolier, il se découvre la passion de la poésie, mais ne peut continuer ses études faute de moyen financier.
Émile prend donc le chemin des travaux agricoles, découvrant ce monde qu’il aimera toute sa vie. Muni de son simple certificat d'études, autodidacte, il se forme au contact des livres, avec une prédilection pour les poètes : Hugo, Rostand, du Bellay... Il apprend en même temps les valeurs des campagnes, de la nature, de la Loire.
Sa rencontre avec Marc Leclerc sera décisive, et le conduit à devenir l'un des meilleurs conservateurs de la langue d'Anjou. Il publie en 1943, son premier recueil, préfacé par Marc Leclerc. Il y en aura beaucoup d'autres.
Simple petit maraîcher des rives de l'Authion, "pésan" (paysan) dans l'âme, lié à sa terre d'Anjou et à son fleuve royal, la "Loère", partagé entre sa passion pour les planches et les lettres et les exigences de la terre paternelle, qu'il doit reprendre en 1946, il défendra toute sa vie le parler d’Anjou. Membre à part entière des "Tréteaux de la Loire" et du "Masque au Genêt", il arpente les salles paroissiales et les tréteaux de villages, d'un bout à l'autre du département.

Il fréquenta longtemps les « studios d’Angers » de la radio angevine avec ses amis patoisants et conteurs.

Il fut longtemps correspondant du Courrier de l’Ouest et une fois par an, rédigeait une page en patois angevin sur les p'tits gens, commerçants et artisans, qu’il caricaturait avec beaucoup d’humour et de tendresse.
On le voit aussi au Printemps de Bourges, au théâtre d'Angers
Sa rencontre avec Yvon Péan (qui devient alors son chauffeur puis le secrétaire général de 1983 à 1989) est déterminante pour ce dernier. En sa compagnie, il découvre la culture paysanne authentique.

Yvon Péan écrira alors ses premiers « Rimiaux », et accompagnera son « maître » dans la promotion et la défense de ce Parler, fondant, notamment, avec lui l’association des Compagnons des Terroirs, dont il fut l'un des animateurs.
En 1987, Emile Joulain reçoit la palme des Arts et des Lettres, avant de s'éteindre en 1989.

## L'écrivain et le poète
La Loère
En plus d’écrire des romans, il laissait sa plume et son cœur vagabonder dans l'invention de poèmes et autres "rimiaux" en patois angevin sur le thème de sa chère Loère.
- Les Fill's de la Loére (extrait)

Et j'irions nous pard', ein soér, comm' la Loère,
Drét' en la grand' boér', par ein ch'min d'lumiére
Qui n'srait pûs d'argent, mais du roug' varmeil du soûlé couchant,
EIn ch'min d'paradis couleûr de mon sang,
Pour que j'soés moins trisse à mon heûr' darniére
Et qu'par ein bell' nuit', j'm'endôrme, en rêvant
Des Fill's de la Loére.
La boule de fort
Il disait de la boule de fort : "La boule de fort, en Anjou, comme hors de l'Anjou, est une chose de Loire ou de ses affluents : Loir, Maine, Thouet, Louet, Authion. Elle est ligérienne au même titre que les châteaux, le saumon, le sable des grèves..."
Maintenir vivant le patrimoine culturel angevin
Avec son ami Charles Antoine, alias Monsieur André Allory, autre poète de l'Anjou très connu, ils eurent l'idée d'écrire une messe de Noël adaptée au pays angevin. Ils travaillèrent tous les deux quelques mois à l'élaboration de sept chants en patois, afin que le vieil Anjou renaisse, notamment à travers la tradition de Noël : les Naulets d'Anjou.
Il fut membre à part entière de la troupe théâtrale des Tréteaux de la Loire et du Masque au Genêt qu'avait crée son ami René Rabault (créateur du Festival d'Angers, le futur Festival d'Anjou).

## Liens
- Notices d'autorité :   - VIAF
  - ISNI
  - BnF (données)
  - IdRef
  - LCCN
  - GND
  - NUKAT
  - WorldCat
- Histoér' dés deux voésins du sièc' passé - Le Site de Papy Louis ou la Traversée d'un Siècle
- Les Poètes Patoisants en Anjou
- Le fonds Émile Joulain de la bibliothèque universitaire d'Angers
- Biographie d'Émile Joulain